# 茂尻車站
茂尻車站（日语：／ Moshiri eki */?）是位於北海道赤平市茂尻元町南2丁目的北海道旅客鐵道（JR北海道）根室本線的鐵路車站。車站編號為T24。電報略號為モシ。為快速列車「狩勝」及「空知【初代】」的車站。
車站名稱源自阿伊努語「mosir-kes-oma-nay」，意思是島嶼下游的河流，與「島之下」來源相同。

## 歷史
- 1918年（大正7年）12月28日 - 以國有鐵道的貨物車站而開始營業。
- 1926年（大正15年）7月15日 - 開始旅客及行李處理（成為一般車站）。
- 1976年（昭和51年）2月1日 - 廢除貨物處理（成為旅客車站）。
- 1982年（昭和57年）5月30日 - 廢除行李處理。
- 1987年（昭和62年）4月1日 - 國鐵分割民營化後，由JR北海道繼承。

## 車站構造
茂尻車站為擁有1個島式月台及2條鐵路路線的地面車站。為無人車站。由於軌道位於懸崖邊緣，因此車站大樓興建為必須使用樓梯上落。

## 車站周邊
- 國道38號
- 赤平市政府茂尻分所
- 赤歌警察署茂尻派出所
- 茂尻郵政局
- 石川商店（售賣煤塊糖）
- 北海道中央巴士「茂尻」站
- 獨步苑

## 相鄰車站
北海道旅客鐵道（JR北海道）
■根室本線
快速（包括「狩勝」）
赤平（T23）－茂尻（T24）－蘆別（T26）
普通
赤平（T23）－茂尻（T24）－平岸（T25）

## 外部連結
- 茂尻車站 （页面存档备份，存于）（日文）
- 參觀全部車站之旅 （页面存档备份，存于）（日文）

1. ↑  北海道庁.  (PDF). 北海道庁.   [2017-08-17]. （原始内容存档 (PDF)于2016-05-27）.